# Cimetière israélite de Belfort
Le Cimetière israélite de Belfort est un cimetière, ouvert en 1811 et protégé des monuments historiques, situé au 51 Faubourg de Lyon à Belfort, en France.

## Histoire
Une partie du cimetière est inscrite au titre des monuments historiques en 2009.

## Description
Personnalités enterrées dans ce cimetière:
- Jacques Dreyfus  (1844-1915), manufacturier (filature de coton) qui céda une partie de ses activités à Marcel Boussac, frère aîné du capitaine Alfred Dreyfus
- Michel Dreyfus-Schmidt (1932-2008), homme politique français, conseiller municipal de Belfort (1964-1971; 1977-2008), député du Territoire de Belfort (1967-1968),  sénateur du Territoire de Belfort (1980-2008), vice-président du Sénat (1986 - 1998)
- Pierre Dreyfus-Schmidt, (1902-1964), homme politique français, maire de Belfort (1935-1941;1945;1958-1964), député du Territoire de Belfort (1945-1951; 1956-1958)
- Léopold Lehmann, rabbin de Belfort pendant 54 ans
- Édouard Samson Lévy-Grunwald, maire de Belfort (05/1925-05/1932)
- Léon Schwob, maire de Belfort (12/1919-07/1920)